# Kampania w prowincji Helmand
Kampania w prowincji Helmand – szereg operacji prowadzonych przez ISAF w afgańskiej prowincji Helmand. Ich celem jest przejęcie kontroli nad prowincją, która jest znana jako wielka twierdza talibów, a także centrum produkcji opium. Rozmieszczenie międzynarodowych sił, głównie brytyjskich w prowincji Helmand był to trzeci etap ISAF w Afganistanie w walce z talibami. Do początku kampanii, czyli 4 czerwca 2006 roku, w prowincji była tylko ograniczona liczba wojska ISAF.

## Sytuacja w prowincji przed kampanią
W prowincji stacjonowało zaledwie 130 żołnierzy USA. Helmand był niezwykle niebezpieczną prowincją, ze względu na pola minowe, zamachy przeprowadzane przez talibów i porwania cudzoziemców. Talibowie kontrolowali w prowincji większość miast, a we wsiach uprawiali opium.

## Kampania
Pierwotnie kampania miała na celu zabezpieczenie prowincji, odzyskanie kontrolę nad miastami zajętymi przez talibów. Walki rozpoczęły się w powiecie Musa Qula 14 czerwca 2006 roku. Wtedy to garnizon amerykańsko-brytyjski wraz z policją afgańską rozpoczął walki o miasto. Talibowie ponieśli ciężkie straty w walkach. Podczas szturmu twierdzy (4 lutego 2007) w mieście gdzie przebywało 200-300 talibów zginął ich dowódca Mułła Abdul Ghaffour. Walki w mieście zakończył podpisany rozejm.
Jednak już Oblężenie Sangin rozpoczęte 2 września 2006, dało odpowiedź, że nie będzie to kilkutygodniowa operacja, a wielki bój o odzyskanie prowincji. Podczas próby odbicia miasta dochodziło do pięciu, sześciu razy dziennie ataków talibów na wojska koalicji. Oblężenie trwało niespełna rok, ale z powodzeniem 5 kwietnia 2007 roku wojska ISAF odzyskały kontrolę nad miastem.
Równolegle do oblężenia od 6 marca 2007 trwała tzw. operacja Achilles. Była to dotychczas największa operacja w Afganistanie od inwazji 7 października 2001 roku, podczas której zginęło 150 talibów.
Achilles zakończył się 30 maja 2007 roku, lecz tego samego dnia rozpoczęła się kolejna operacja ISAF Operacja Pickaxe-Handle. Walki w ramach tej operacji toczyły się w powiecie Kajaki. NATO twierdzi, że operacja zakończyła się ich sukcesem, ponieważ w pełni kontrolowali po 14 czerwca 2007, czyli dacie zakończenia operacji, w dzielnicy Kajaki w prowincji Helmand. Został tam obsadzony nowy wojewoda, zorganizowano również radę plemienną. Natomiast talibowie twierdzą, że nadal kontrolowali Kajaki. Twierdzenia te są potwierdzone przez lokalnych mieszkańców. Sytuacja związana z bezpieczeństwem w prowincji nie zmieniła się dla wszystkich mieszkańców powiatu.
Pod koniec lipca, została powołana kolejna operacja pod kryptonimem Hammer. Były to walki nad rzeką Helmand, które na celu miały wyzwolenie terenów na południe rzeki. M.in. dzięki wsparciu lotniczemu 1 listopada 2007 roku cel ten udało się osiągnąć.
Po wygaśnięciu rozejmu z początku 2007 roku podjęto kolejna próbę w odzyskaniu miasta. Tym razem zdecydowano się na walną bitwę która trwał pięć dni. 12 grudnia talibowie się poddali, a miasto zostało objęte kontrolą sił ISAF.

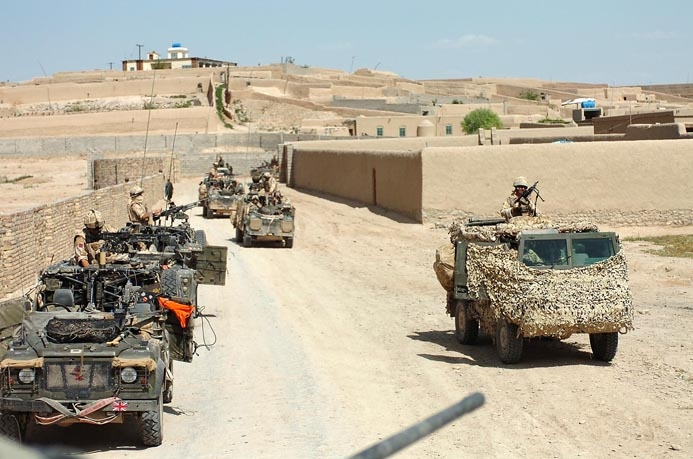
Brytyjski patrol nieopodal Garmser

Amerykańska piechota morska, przy wsparciu helikopterów i pojazdów opancerzonych, wkroczyła nad ranem 29 kwietnia 2008 roku do opanowanego przez talibów miasta Garmser, w leżącej na południu Afganistanu prowincji Helmand. Był to początek operacji wyzwolenia miasta Garmser. W operacji brali udział głównie brytyjscy i amerykańscy marines. 1 maja odbyła się wymiana ognia na obrzeżach miasta, kiedy to rebelianci zaatakowali brytyjski patrol. W walce talibowie ponieśli bardzo duże straty.
Na przełomie maja i czerwca 2008 roku doszło do tzw. operacji Eagle's Eye, której celem było zupełne oczyszczenie miasta Garmser i pobliskich wiosek miasta Sangin. Talibowie w walce użyli ładunków wybuchowych domowej roboty i ognia pośredniego, unikając bezpośredniej konfrontacji, w których tracą bardzo dużo bojowników. Wydarzenia z Kandaharu, gdzie 13 czerwca miało miejsce wyzwolenie więzienia, miały wpływ na sytuację w prowincji Helmand, ponieważ część z uwolnionych 1200 rebeliantów została rozlokowana w prowincji Helmand. W atakach talibskich między 8 a 24 czerwca zginęło w sumie 14 zagranicznych żołnierzy. W ataku na konwój 30 lipca 2008 roku w prowincji Helmand na południu Afganistanu zginął brytyjski żołnierz z Międzynarodowych Sił Wsparcia Bezpieczeństwa w Afganistanie (ISAF). 25 sierpnia duński żołnierz zmarł z powodu ran doznanych w wybuchu przydrożnej pułapki minowej. Poległy był kierowcą zniszczonego eksplozją samochodu zaopatrzeniowego. W dniach 27–28 sierpnia 2008 roku doszło do dużych starć w których zginęło 100 bojowników. Do walk doszło po tym, jak rebelianci zaatakowali siły bezpieczeństwa w trakcie przeprowadzania patroli.
W powiecie Sandżin doszło do nalotu sił ISAF na jednostki talibów i w wyniku tego zginęło 70 cywilów. Rzecznik sił USA Nathan Perry, oświadczył, że nalot to konsekwencja ataku talibów na konwój wojskowy, którym przewożono sprzęt do elektrowni w rejonie zapory Kajaki. W sumie w walkach ostatniego tygodnia sierpnia 2008 roku zginęło 220 talibskich rebeliantów.
W październiku 2008 roku, po umiarkowanie spokojnym wrześniu w prowincji wybuchły kolejne krwawe walki. W dniach 9–12 października bardzo krwawe walki toczyły się przede wszystkim w okręgach Nad Ali i pod stolicą okręgu Laszkar Gah. W Laskhar Gah talibowie zaatakowali afgańską bazę sił bezpieczeństwa. W odpowiedzi siły koalicji odpowiedziały ogniem, zabijając 62 bojowników. Z kolei kolejnych 40 bojowników zginęło w trzydniowych walkach w okręgu Nad Ali. Walki zakończyły się 11 października wyparciem z tych terenów talibów. Rzecznik gubernatora prowincji Helmand Daud Ahmadi, orzekł iż nie ma ofiar ani wśród afgańskich ani zagranicznych żołnierzy. Do końca października w prowincji znanej z niepokojów, nie odnotowano ważniejszych incydentów, oprócz wydarzeń z 15 października, kiedy to w wyniku amerykańskiego ataku zginęło 18 talibów. W prowincji z dnia na dzień jest coraz bezpieczniej. Dzieje się tak ponieważ środek ciężkości walk w Afganistanie przeniósł się na zachodnie pogranicze pakistańsko-afgańskie. W każdej chwili może dojść do zburzenia tego względnego pokoju. Okazem tego może być powrócenie lokalnej partyzantki talibów.
W listopadzie 2008 roku brytyjski resort obrony poinformował, iż być może Wielka Brytania w 2009 roku może wysłać dodatkowe dwa tysiące żołnierzy do Afganistanu, szczególnie do prowincji Helmand. 15 listopada doszło w rejonie Musa Qala do zamachu w którym zginął w żołnierz z batalionu królewskich Gurkhów. 28 listopada afgańskie wojsko i siły koalicji zabiły w okręgu Nad Ali 33 rebeliantów. Do starć doszło po akcji prowokacyjnej talibów na patrol ISAF. 29 listopada doszło do niecodziennego wydarzenia. Lokalny dowódca talibów Hadżi Yakub przebrał się za kobietę aby zmylić żołnierzy koalicji. Jednak udało się go zidentyfikować, a następnie po krótkiej operacji siły amerykańskie zabiły go.
12 grudnia w starciach afgańsko-talibskich w prowincji Helmand zginęło 5 talibów. Ponadto tego samego dnia w eksplozjach na południu Afganistanu zginęło 4 brytyjskich żołnierzy.

Powiaty prowincji Helmand

Z kolei w wyniku operacji wojsk afgańskich i koalicji w okręgach Nad Ali i Murja, rozpoczętej 11 grudnia w walce zginęło 40 talibów. 11 grudnia oddziały brytyjskie zajęły większość zajętego przez Talibów terytorium zmuszając część z nich do odwrotu. W tym czasie armia afgańska zaatakowała miasto Laszkar Gah. Bezskuteczne ataki Afgańczyków przyniosły efekt dopiero wraz z przybyciem posiłków brytyjskich w sile 42. batalionu piechoty morskiej. Miasto Laszkar Gah zostało ostatecznie zdobyte 17 grudnia 2008 roku.
19 grudnia w wyniku eksplozji miny zginęło trzech duńskich żołnierzy. Czwarty żołnierz formacji Danii, odniósł ciężkie obrażenia. Mina eksplodowała pod pojazdem wojskowym, którym poruszali się Duńczycy. Podczas Operacji Czerwony Sztylet (11 - 26 grudnia 2008) zginęło łącznie około 100 talibów oraz 5 brytyjskich żołnierzy.
1 stycznia 2009 roku talibowie dopuścili się zamachu na gubernatora prowincji. Przy drodze z okręgu Kajaki do Musa Qala przygotowana została zasadzka, w której zginęło 20 ochroniarzy gubernatora. Sam szef prowincji nie ucierpiał.
W dniach 6 oraz 7 lutego 2009 roku toczyła się operacja pod kryptonimem Diesel, która na celu miała zlikwidować fabrykę narkotyków należącą do talibów położoną w okolicach miasta Sangin. W operacji brały udział wojska brytyjskie wspierane przez oddziały afgańskie. W operacji zginęło 20 talibów oraz przejęto 1260 kilogramów opium oraz sprzęt do produkcji heroiny. 8 lutego doszło do eksplozji przydrożnej bomby w powiecie Nad Ali w wyniku czego poległo 2 żołnierzy USA, afgański policjant i współpracujący w żołnierzami USA tłumacz.
23 lutego alianci w obławie zabili 16 talibów. Dzień później w odwecie w zamachu w Gerszek zginęło 4 żołnierzy USA i Afgańczyk. 10 marca w eksplozji przydrożnej bomby zginęło 4 cywilów, a 6 zostało rannych. 14 marca w wymianie ognia z nieprzyjacielem zginął w Afganistanie 150 żołnierz brytyjski Christopher Harkett. Do walki doszło w dystrykcie Musa Qala.
16 marca w Lashkar Gah w zamachu, który wydarzył się koło posterunku policji, zginęło 11 mundurowych, a 29 zostało rannych. Także tego dnia w kolejnej konfrontacji z talibami w dystrykcie Garmser zginęło dwóch kolejnych Brytyjskich wojskowych. 19 marca po zabójstwie antytalibskiego deputowanego Dada Mohammeda Chana, wojska afgańsko-amerykańskie przystąpiły do ofensywy w okegu Gereszk. W wyniku zaciekłej konfrontacji poległo około 30 talibów. Podczas wymiany ognia 22 marca z talibami zginęło dwóch amerykańskich żołnierzy.
26 marca talibowie zaatakowali patrol policji w okręgu Nahri Sarraj zabijając dziewięciu policjantów.
31 marca doszło do wielkiej bitwy w okręgu Kajaki. Połączone siły afgańskie i międzynarodowe walcząc z siłami talibskimi zabiło 31 ich bojowników, a co najmniej 20 zostało rannych. Dzień później w tym samym okręgu w zasadzce zrobionej przez żołnierzy amerykańskich zginęło 20 rebeliantów. 3 kwietnia w potyczce w Naad Ali zginęło 4 talibów. Z kolei 4 kwietnia w ataku talibów poległ amerykański żołnierz Phillip Myers.